# バスケットボール女子イタリア代表
バスケットボール女子イタリア代表は、イタリアバスケットボール連盟により国際大会に派遣される女子バスケットボールのナショナルチームである。
1938年の第1回ユーロバスケットで優勝を果たした古豪である。しかし、五輪及び世界選手権ではメダルに縁がない。

## 主な国際大会成績
- 夏季オリンピック
  - 1980年 － 6位
  - 1996年 － 8位
- 世界選手権
  - 1967年 － 9位
  - 1975年 － 4位
  - 1979年 － 5位
  - 1990年 － 13位
  - 1994年 － 11位
- ユーロバスケット
  - 優勝：1回（1938）